# Acipenser schrenckii
Acipenser schrenckii é uma espécie de peixe da família Acipenseridae.
Pode ser encontrada nos seguintes países: China, Mongólia, Rússia e possivelmente em Japão.